# World Embryo ~ 救世之繭 ~
《World Embryo ~ 救世之繭 ~》是森山大輔創作的科幻題材日本漫畫作品，於少年畫報社的《YOUNG KING OURs》連載，自2005年起連載至2014年，共97話，收錄於13集單行本之中。正體中文版由長鴻出版社發行，吳佳玲翻譯。北美版由黑馬漫畫發行，新加坡英文版由創藝出版社發行，澳洲由狂人娛樂發行。

## 故事
「棺守」是一種類似病毒，能憑藉電波寄生在人類身上的事物，被寄生者會成為兇殘的怪物。棺守可透過手機電波擴散，也能吸收人的腦波。唯有使用特殊力量的「刃旗使」得以對抗棺守。男高中生天海陸某日接到已經過世兩年的姊姊天音傳來的照片和簡訊，便前往照片中的醫院探查，並因此認識為了討伐棺守而來的武部洋平和有栖川雷娜。天海陸在逃離棺守時撿到一顆繭，並在洋平和雷娜解決棺守後將繭帶回家。之後，繭裡出現一個長相和天音相同的女嬰，天海陸的阿姨將她命名為音音，並暫時照顧她。其後，天海陸不斷被捲入棺守和刃旗使的紛爭，並在洋平犧牲後繼承他的能力，與棺守對抗，同時逐步解開背後的謎團。

## 衍生作品
《World Embryo ~ 救世之繭 ~》的改編聲劇CD隨2013年推出的單行本第10集和第11集特裝版附贈，腳本由黑田洋介撰寫